# Chiến tranh Lạnh (1953–1962)

Bản đồ Thế giới năm 1962 với các phe liên kết

Chiến tranh Lạnh (1953–1962) là một giai đoạn trong cuộc Chiến tranh Lạnh từ khi lãnh tụ Liên Xô Joseph Stalin qua đời năm 1953 tới cuộc Khủng hoảng tên lửa Cuba năm 1962. Sau khi Stalin qua đời tình trạng bất ổn xảy ra trong Khối Đông Âu, trong khi có sự yên tĩnh trong các quan hệ quốc tế, bằng chứng của điều này có thể thấy trong việc ký kết Hiệp ước Nhà nước Áo thống nhất Áo, và Hiệp ước Genève chấm dứt chiến tranh ở Đông Dương. Tuy nhiên, sự "tan băng" này chỉ là một phần với một cuộc chạy đua vũ trang trên diện rộng tiếp tục diễn ra trong suốt thời kỳ.

## Eisenhower và Khrushchev
Khi Dwight D. Eisenhower tuyên thệ nhậm chức Tổng thống Hoa Kỳ năm 1953, Đảng Dân chủ đã mất quyền kiểm soát chức vụ này sau hai mươi năm. Tuy nhiên, dưới thời Eisenhower, chính sách thời Chiến tranh Lạnh của Mỹ vẫn hầu như không thay đổi. Tuy việc xem xét lại toàn diện chính sách đối ngoại đã được đưa ra (được gọi là "Chiến dịch Nhà tắm nắng"), đa số những ý tưởng nổi lên (như "hạ cấp của Chủ nghĩa Cộng sản" và việc giải phóng Đông Âu) nhanh chóng bị coi là không có khả năng thực hiện. Một sự tập trung bên dưới trên chính sách ngăn chặn chủ nghĩa cộng sản Liên Xô tiếp tục là cách tiếp cận chủ yếu của chính sách đối ngoại Mỹ.
Một phần quan trọng của chính trị Mỹ trong giai đoạn này là Chủ nghĩa McCarthy. Được đặt theo tên Thượng nghị sĩ bang Wisconsin Joseph McCarthy, đây là một giai đoạn chống chủ nghĩa cộng sản mạnh kéo dài từ năm 1948 tới khoảng năm 1956. Chính phủ Hoa Kỳ đã truy tố lãnh đạo của Đảng Cộng sản Mỹ cũng như các cá nhân khác bị nghi ngờ là cộng sản. Sự nghiệp của McCarthy đi xuống năm 1954 khi những buổi điều trần của ông lần đầu tiên được truyền trên TV, cho phép công chúng và báo chí thấy được các chiến lược của ông.
Trong khi việc chuyển tiếp chức vụ tổng thống từ Truman sang Eisenhower vốn là một nhân vật bảo thủ ôn hoà, sự thay đổi tại Liên bang Xô viết rất rộng lớn. Với cái chết của Joseph Stalin (người đã lãnh đạo Liên Xô từ năm 1928 và trong suốt cuộc Chiến tranh giữ nước vĩ đại) năm 1953, nhân vật cánh tay phải cũ của ông Nikita Khrushchev lên giữ chức Thư ký thứ nhất Đảng Cộng sản.
Trong một giai đoạn lãnh đạo tập thể nối tiếp sau đó, Khrushchev dần củng cố quyền lực. Trong một bài phát biểu bí mật Lưu trữ ngày 8 tháng 10 năm 2014 tại Wayback Machine trong phiên họp kín của Đại hội lần thứ 20 Đảng Cộng sản Liên Xô, ngày 25 tháng 2 năm 1956, Nikita Khrushchev đã làm cử toạ sốc khi lên án sự sùng bái cá nhân với Stalin và nhiều tội ác khác đã diễn ra trong thời lãnh đạo của ông. Dù những nội dung của bài phát biểu là bí mật, nó đã bị tiết lộ ra bên ngoài, vì thế gây sốc cả cho các đồng minh của Liên Xô cũng như các nhà quan sát phương Tây. Khrushchev sau này trở thành thủ tướng Liên Xô năm 1958.
Sự tác động trên chính trị Xô viết rất to lớn. Bài phát biểu đã gạt bỏ các đối thủ theo chủ nghĩa Stalin cuối cùng của Khrushchev, khiến họ mất đi tính pháp lý chỉ trong một hành động duy nhất, tăng cường vai trò của Thư ký thứ nhất bên trong nước. Sau đó Khrushchev đã có thể nới lỏng các hạn chế, trả tự do một số người bất đồng và đưa ra các chính sách kinh tế nhấn mạnh trên hàng hoá thương mại chứ không phải trên việc sản xuất than và thép.

## Chiến lược của Hoa Kỳ - "Trả đũa hàng loạt" và "bên miệng hố chiến tranh"

### Các chủ đề xung đột
Khi Eisenhower nhậm chức năm 1953, ông cam kết với hai mục tiêu trái ngược nhau: duy trì — hay thậm chí tăng cường — cam kết quốc gia đẩy lui sự mở rộng ảnh hưởng của Liên Xô, và làm hài lòng những yêu cầu đòi cân bằng ngân sách, hạ thuế, và cắt giảm lạm phát. Các học thuyết có ảnh hưởng nhất xuất phát từ mục tiêu này là "trả đũa hàng loạt," được Ngoại trưởng John Foster Dulles thông báo đầu năm 1954. Tránh các chi phí đắt đỏ cho các lực lượng quy ước, mặt đất như ở thời Truman, sử dụng ưu thế kho vũ khí hạt nhân to lớn của Mỹ và chiến thuật tình báo, Dulles định nghĩa cách tiếp cận này là "trên miệng hố chiến tranh" trong một cuộc phỏng vấn ngày 16 tháng 1 năm 1956, trên tờ Life: đẩy Liên Xô tới miệng hố chiến tranh nhằm có được những nhượng bộ.
Eisenhower được thừa hưởng từ chính quyền Truman một ngân sách quốc phòng khoảng US$42 tỷ, cũng như một bản thảo (NSC-141) của Acheson, Harriman, và Lovett kêu gọi tăng thêm $7–9 tỷ ngân sách quốc phòng. Với Bộ trưởng tài chính George Humphrey dẫn đường, và được tăng cường thêm sức ép từ Thượng nghị sĩ Robert Taft và mong muốn cắt giảm chi phí của Hạ viện do các nghị sĩ Cộng hoà chiếm đa số, mục tiêu cho năm tài chính mới (có hiệu lực từ ngày 1 tháng 7 năm 1954) là giảm xuống còn $36 tỷ. Tuy việc ngừng chiến ở Triều Tiên là cơ hội để giảm đáng kể việc triển khai binh lính và chi phí, Bộ quốc phòng vẫn ở trong trạng thái mong đợi được tăng thêm ngân sách. Humphrey muốn có một ngân sách cân bằng và cắt giảm thuế vào tháng 2 năm 1955, và có mục tiêu cắt giảm $12 tỷ (một nửa số này từ cắt giảm chi phí quân sự).
Dù không muốn cắt giảm nhiều chi phí dành cho quốc phòng, Tổng thống cũng muốn có một ngân sách cân bằng và những khoản tiền nhỏ hơn dành cho quốc phòng. "Trừ khi chúng ta có thể đặt các thứ vào trong tay những người đang chết đói chúng ta không bao giờ có thể vượt chủ nghĩa cộng sản", ông nói trước nội các. Hơn nữa, Eisenhower sợ rằng một "tổ hợp công nghiệp quân sự" (một thuật ngữ nhờ ông mà trở nên quen thuộc) to lớn "có thể hoặc sẽ đưa Hoa Kỳ tới chiến tranh— hoặc tới một số hình thức chính phủ độc tài" và có lẽ thậm chí buộc Hoa Kỳ phải "gây ra chiến tranh ở thời điểm thích hợp nhất." Trong một dịp, cựu chỉ huy lực lượng đổ bộ lớn nhất trong lịch sử đã kêu lên một cách riêng tư rằng, "Chúa giúp đất nước khi nó có một Tổng thống không biết nhiều về quân sự như tôi."
Tuy nhiên, trong lúc ấy, sự chú ý đang quay sang một nơi khác ở châu Á. Sự tiếp tục gây áp lực từ "China lobby" hay "Asia firsters," những người đã nhấn mạnh trên những nỗ lực mạnh để tái lập Tưởng Giới Thạch lên chiếc ghế quyền lực vẫn có ảnh hưởng mạnh trong nước trên chính sách đối ngoại. Tháng 4 năm 1953 Thượng nghị sĩ Robert Taft và những nhân vật Nghị sĩ Cộng hoà có ảnh hưởng khác bất ngờ kêu gọi lập tức thay thế các lãnh đạo cao cấp của Lầu Năm Góc, đặc biệt là Chủ tịch của Hội đồng Tham mưu trưởng, Omar Bradley. Với cái gọi là "China lobby" và Taft, Bradley được coi là hướng quá nhiều về chính sách đặt nặng châu Âu, có nghĩa là ông sẽ có thể trở thành một vật cản trong chính sách quân sự mà họ mong muốn. Một yếu tố khác là những lời buộc tội chua cay của Chủ nghĩa McCarthy, theo đó một phần lớn chính phủ Hoa Kỳ bị cho là có các điệp viên hay người có thiện cảm cộng sản. Nhưng sau cuộc bầu cử giữa nhiệm kỳ năm 1954 — và sự phê bình của Thượng viện — ảnh hưởng của Joseph McCarthy giảm đi sau khi ông đưa ra những lời buộc tội chống lại Quân đội gây mất lòng dân chúng.

### Chiến lược của chính quyền Eisenhower
| “ | Tôi nghĩ đa số người dân của chúng ta không thể hiểu rằng thực tế chúng ta đang ở trong tình trạng chiến tranh. Họ cần phải nghe tiếng đạn nổ. Họ chưa được chuẩn bị về tinh thần cho ý tưởng rằng bạn có thể có một cuộc chiến trong khi thực tế bạn không cần phải chiến đấu. | ” |

Chính quyền đã nỗ lực hoà giải các áp lực xung đột giữa nhóm "Asia firsters" và những nỗ lực đòi cắt giảm chi tiêu liên bang trong khi tiếp tục chiến đấu có hiệu quả trong cuộc Chiến tranh Lạnh. Ngày 8 tháng 5 năm 1953, Tổng thống và các cố vấn hàng đầu của mình đã giải quyết vấn đề này trong "Chiến dịch Nhà tắm nắng", được đặt tên theo phòng tắm nắng ở Nhà Trắng nơi tổng thống tiến hành các cuộc thảo luận bí mật. Dù nó không phải là một truyền thống khi yêu cầu các quan chức quân sự xem xét các yếu tố bên ngoài lĩnh vực nghề nghiệp của họ, Tổng thống đã chỉ thị cho nhóm thực hiện một sự cân bằng tốt đẹp giữa các mục tiêu của ông là cắt giảm chi tiêu chính phủ và một tình thế quân sự lý tưởng.
Nhóm đã cân nhắc ba khả năng chính sách cho ngân sách quân sự năm tiếp theo: các tiếp cận của Truman-Acheson về chính sách ngăn chặn và dựa vào các lực lượng quy ước; sự đe doạ trả đũa với sự "gây hấn" giới hạn của Liên Xô ở một địa điểm bằng các loại vũ khí hạt nhân; và sự "giải phóng" nghiêm túc dựa trên một sự trả đũa kinh tế với thách thức quân sự-chính trị-tư tưởng Liên Xô với quyền bá chủ phương Tây: các chiến dịch tuyên truyền và chiến tranh tâm lý. Khả năng thứ ba bị phản đối mạnh mẽ.
Eisenhower và nhóm (gồm Allen Dulles, Walter Bedell Smith, C.D. Jackson, và Robert Cutler) thay vào đó lựa chọn một sự phối hợp giữa hai khả năng đầu tiên, một đảm bảo sự tiếp nối của chính sách ngăn chặn, nhưng dựa vào khả năng răn đe hạt nhân không quân của Mỹ. Đây được coi là sự tránh né khỏi những cuộc chiến tranh mặt đất có chi phí cao và không được lòng dân, như Triều Tiên.
Chính quyền Eisenhower coi bom hạt nhân là một phần không thể thiếu của chính sách quốc phòng Mỹ, hy vọng rằng chúng sẽ chống đỡ cho các khả năng của Mỹ trong cuộc đối đầu với Liên Xô. Chính quyền cũng bảo lưu những khả năng sử dụng chúng, trên thực tế, như một vũ khí được viện dẫn hàng đầu, hy vọng giành được thế chủ động trong khi vẫn cắt giảm được chi phí. Bằng cách duy trì ưu thế hạt nhân quốc gia, cách tiếp cận mới của Eisenhower-Dulles là một hình thức rẻ hơn của chính sách ngăn chặn theo hướng trao cho người Mỹ "more bang for the buck."
Vì thế, chính quyền tăng số lượng đầu đạn hạt nhân từ 1,000 năm 1953 lên 18.000 đầu năm 1961. Dù có ưu thế tuyệt đối của Mỹ, một vũ khí hạt nhân được sản xuất ra thêm mỗi ngày. Chính quyền cũng tận dụng kỹ thuật mới. Năm 1955 chiếc máy bay ném bom 8 động cơ B-52 Stratofortress, chiếc máy bay phản lực ném bom đầu tiên được thiết kế để mang vũ khí hạt nhân, được phát triển.
Năm 1962, Hoa Kỳ có số bom và đầu đạn hạt nhân lớn gấp tám lần Liên Xô: 27.297 so với 3,332.

Trong cuộc Khủng hoảng tên lửa Cuba Hoa Kỳ có 142 Atlas và 62 Titan I ICBM, chủ yếu trong các silo được bảo vệ ngầm dưới đất.
Năm 1961, Hoa Kỳ triển khai 15 Jupiter IRBM (tên lửa đạn đạo tầm trung) tại İzmir, Thổ Nhĩ Kỳ, ngắm vào các thành phố phía tây Liên Xô, gồm cả Moskva. Với tầm bắn 2410 km, nó chỉ mất 16 phút để bay tới Moscow. Hoa Kỳ cũng có thể phóng các tên lửa đạn đạo phóng từ tàu ngầm Polaris có tầm bắn 1600 km từ các tàu ngầm.

## Chiến lược của Liên Xô
Năm 1960 và 1961, Khrushchev đã tìm cách áp đặt ý tưởng răn đe hạt nhân trong quân sự. Học thuyết răn đe hạt nhân cho rằng lý do để sở hữu các loại vũ khí hạt nhân là để ngăn chặn một kẻ thù tiềm năng sử dụng nó, khi đó nếu mỗi bên đều sở hữu vũ khí hạt nhân thì chiến tranh sẽ không xảy ra bởi tất cả đều hiểu về mối đe doạ của một cuộc xung đột hạt nhân. Khrushchev tin rằng, sự "cùng tồn tại hoà bình" với chủ nghĩa tư bản sẽ trở thành hiện thực và cho phép ưu thế cố hữu của chủ nghĩa xã hội xuất hiện trong cuộc cạnh tranh kinh tế và văn hoá với phương Tây.
Khrushchev hy vọng rằng việc dựa tuyệt đối vào vũ khí hạt nhân của Lực lượng Tên lửa Chiến lược mới được hình thành sẽ loại bỏ nhu cầu tăng các chi phí quốc phòng. Ông cũng tìm các sử dụng răn đe hạt nhân để làm lý do cho việc cắt giảm binh lính trên diện rộng của mình; ông hạ thấp các lực lượng mặt đất, theo truyền thống là "lực lượng chiến đấu" của các lực lượng vũ trang Liên Xô; và có các kế hoạch thay thế những máy bay ném bom bằng tên lửa và hạm đội mặt đất với các tàu ngầm mang tên lửa hạt nhân.
Tuy nhiên, trong cuộc Khủng hoảng tên lửa Cuba, Liên bang Xô viết chỉ có bốn R-7 Semyorka và một ít tên lửa liên lục địa R-16 được triển khai tên những bệ phóng dễ bị phá huỷ trên mặt đất. Năm 1962 hạm đội tàu ngầm Liên Xô chỉ có 8 chiếc mang tên lửa tầm ngắn chỉ có thể được phóng từ tàu ngầm nổi trên mặt nước và vì thế đánh mất ưu thế ẩn nấp của chúng.
Nỗ lực của Khrushchev nhằm đưa ra một học thuyết hạt nhân răn đe giới hạn vào trong quân đội Liên Xô bị cho là sai lầm. Việc thảo luận về chiến tranh hạt nhân lần đầu tiên được nghiên cứu chính thức như một chiến lược có từ thập niên 1920 bởi Nguyên soái Vasilii Sokolovskii's trong sách "Chiến lược Quân sự" (xuất bản năm 1962, 1963, và 1968) và trong ấn bản năm 1968 của "Chủ nghĩa Marx-Lenin về Chiến tranh và Quân đội", tập trung trên việc sử dụng vũ khí hạt nhân để chiến đấu hơn là để răn đe một cuộc chiến tranh. Nếu một cuộc chiến như vậy nổ ra, cả hai phía sẽ theo đuổi những mục tiêu quyết định với các phương tiện và biện pháp mạnh nhất. Các tên lửa liên lục địa và máy bay sẽ tung ra nhiều cuộc tấn công vào các mục tiêu quân đội và dân sự của đối phương. Cuộc chiến sẽ diễn ra trên một bình diện địa lý lớn chưa từng thấy, nhưng các chuyên gia quân sự Liên Xô cho rằng việc sử dụng vũ khí hạt nhân trong giai đoạn đầu của cuộc chiến sẽ quyết định quá trình và kết quả của toàn thể cuộc chiến. Cả trong học thuyết và trong chiến lược, vũ khí hạt nhân đều có vị trí tối cao.

## Sự phá huỷ được đảm bảo từ cả hai bên
Một phần quan trọng của sự phát triển ổn định dựa trên ý tưởng Sự phá huỷ được đảm bảo từ cả hai bên (MAD). Tuy người Liên Xô đã có các vũ khí hạt nhân vào năm 1949, họ vẫn mất nhiều năm để có thể phát triển ngang bằng với Hoa Kỳ. Trong lúc đó, người Mỹ đã phát triển bom hydro, và người Liên Xô bắt kịp trong thời gian cầm quyền của Khrushchev. Các phương tiện mang vũ khí hạt nhân mới như tàu ngầm và ICBM có nghĩa cả hai siêu cường có thể dễ dàng tàn phá lẫn nhau, có lẽ thậm chí sau một cuộc tấn công đầu tiên của phía bên kia.
Thực tế này thường khiến các nhà lãnh đạo ở cả hai phía rất lưỡng lự khi tạo ra nguy cơ, sợ rằng một sự bùng phát nhỏ có thể dẫn tới một cuộc chiến tranh có thể quét sạch toàn bộ nền văn minh nhân loại. Tuy thế, lãnh đạo của cả hai nước tiếp tục nhấn mạnh trên quân sự và các kế hoạch tình báo để biết được tình hình của phe đối địch. Cùng lúc ấy, những cách thức khác cũng được viện tới để quảng bá lý tưởng của mình; chúng bắt đầu gồm cả thể thao (với các kỳ Olympic trở thành một chiến trường giữa các lý tưởng cũng như giữa các vận động viên) và văn hoá (với việc các nước cổ vũ cho các nghệ sĩ pianio, kỳ thủ, và các đạo diễn phim).
Một trong những hình thức quan trọng nhất của cuộc cạnh tranh phi bạo lực là chạy đua không gian. Người Liên Xô dẫn trước năm 1957 với việc phóng tàu Sputnik, vệ tinh nhân tạo đầu tiên, tiếp đó là chuyến bay có người điều khiển. Thành công của chương trình vũ trụ Liên Xô là một cú sốc lớn với Hoa Kỳ, vốn vẫn tin rằng mình đang vượt trội về kỹ thuật. Khả năng phóng các vật thể vào quỹ đạo là đặc biệt đáng ngại bởi nó có nghĩa các tên lửa Liên Xô có thể với tới bất kỳ đâu trên hành tinh.
Ngay sau đó, người Mỹ đã có một chương trình vũ trụ của riêng họ nhưng vẫn ở phía sau Liên Xô cho tới giữa thập niên 1960. Tổng thống Hoa Kỳ John F. Kennedy đã tung ra một nỗ lực chưa từng có, hứa hẹn rằng tới cuối thập niên 1960 người Mỹ sẽ đổ bộ xuống Mặt Trăng, và họ đã làm được, nhờ thế đánh bại người Liên Xô trong một trong những mục tiêu quan trọng nhất của cuộc chạy đua vũ trụ.
Một chiến trường cạnh tranh khác của cuộc chiến tranh không thuốc súng là có được mạng lưới tình báo toàn cầu. Đã có một loạt những scandal gián điệp gây sốc ở phương Tây, đáng chú ý nhất là vụ việc liên quan tới Cambridge Five. Người Liên Xô có nhiều nhân vật đào tẩu cao cấp ở phương Tây, như Vụ Petrov. Khoản tiền cung cấp cho KGB, CIA và các tổ chức nhỏ hơn khác như MI6 và Stasi tăng nhanh chóng khi các điệp viên và ảnh hưởng của chúng lan ra khắp thế giới.
Năm 1957 CIA bắt đầu chương trình các chuyến bay do thám trên lãnh thổ Liên Xô bằng các máy bay Lockheed U-2. Khi một chiếc máy bay đó bị bắn rơi trên lãnh thổ Liên Xô ngày 1 tháng 5 năm 1960 (Vụ việc U-2 năm 1960) ban đầu chính phủ Hoa Kỳ bác bỏ mục đích của chiếc máy bay đó là do thám, nhưng đã buộc phải thừa nhận vai trò của nó là một máy bay trinh sát khi chính phủ Liên Xô tiết lộ rằng họ đã bắt giữ viên phi công, Gary Powers, còn sống và đang sỡ hữu những nhiều phần còn nguyên vẹn của chiếc máy bay. Xảy ra chỉ hai tuần trước một cuộc họp Thượng đỉnh Đông-Tây tại Paris, vụ việc đã dẫn tới sự sụp đổ các cuộc đàm phán và đánh dấu một giai đoạn đi xuống trong quan hệ quốc tế.

## Các sự kiện Khối Đông Âu

Bản đồ thời Chiến tranh Lạnh gồm Khối Đông Âu, các nước liên minh phương Tây và các quốc gia khác ở châu Âu.

Chi Chiến tranh Lạnh trở thành một yếu tố được chấp nhận của hệ thống quốc tế, các chiến trường của giai đoạn trước trở nên ổn định. Một vùng đệm trên thực tế giữa hai phe được lập ra ở Trung Âu. Ở phía Nam, Nam Tư trở thành đồng minh thân cận của các quốc gia châu Âu cộng sản khác. Tuy nhiên, Áo đã trở thành trung lập.

### Khởi nghĩa Đông Đức năm 1953
Sau khi một lượng lớn người Đông Đức đi sang phía Tây qua "lỗ châu mai" duy nhất còn lại trong những hạn chế di cư của Khối Đông Âu, đoạn biên giới Berlin, chính phủ Đông Đức sau đó đặt ra "các tiêu chuẩn" – sản lượng mà mỗi công nhân phải đạt được—là 10%. Những người Đông Đức vốn đã bất mãn trước những thành công kinh tế của Tây Đức bên trong Berlin, bắt đầu đứng lên, tổ chức những cuộc tuần hành đường phố và bãi công lớn. Một tình trạng khẩn cấp trên diện rộng được tuyên bố và Hồng quân Liên Xô tiến hành can thiệp.

### Thành lập Khối hiệp ước Warsaw
Năm 1955, Khối hiệp ước Warsaw được thành lập để đối đầu với NATO, đã gồm cả Tây Đức, và một phần bởi người Liên Xô cần có một lời giải thích cho việc các đơn vị Hồng quân tiếp tục ở lại Hungary. Trong 35 năm, Khối này đã duy trì ý tưởng an ninh quốc gia của Stalin dựa trên sự mở rộng kiểu đế quốc và kiểm soát các chế độ vệ tinh ở Đông Âu. Thông qua những cấu trúc kiểu định chế của nó, Khối hiệp ước cũng một phần đền bù cho sự vắng mặt sự lãnh đạo cá nhân của Stalin, vốn đã được thể hiện từ khi ông chết năm 1953. Tuy châu Âu tiếp tục là mối lo ngại chủ chốt của cả hai phía trong suốt cuộc Chiến tranh Lạnh, tới cuối thập niên 1950, tình hình đã trở nên đóng băng. Các cam kết liên minh và các trung tâm quân sự trong vùng có nghĩa là bất kỳ một vụ việc nào đều có khả năng dẫn tới một cuộc chiến tranh trên diện rộng, và cả hai phía vì thế đều phải nỗ lực duy trì tình trạng hiện có. Cả Khối hiệp ước Warsaw và NATO đều duy trì những lực lượng quân sự lớn và các loại vũ khí hiện đại để có khả năng đánh bại liên minh quân sự kia.

### Những cuộc phản kháng tại Ba Lan năm 1956
Tại Ba Lan tuần hành của công nhân đòi các điều kiện sống tốt hơn bắt đầu ngày 28 tháng 6 năm 1956, tại Nhà máy Cegielski tại Poznań và bị đàn áp bằng bạo lực. Một đám đông xấp xỉ 100.000 người tụ tập tại trung tâm thành phố gần toà nhà của cảnh sát mật UB. 400 xe tăng và 10.000 binh sĩ Quân đội Ba Lan dưới sự chỉ huy của Tướng Stanislav Poplavsky được ra lệnh đàn áp cuộc biểu tình và trong quá trình đó đã bắn vào những người dân phản kháng. Con số người chết trong khoảng từ 57 tới 78 người, gồm cả Romek Strzałkowski mới 13 tuổi. Hàng trăm người bị thương tật vĩnh viễn.

### Cách mạng Hungary năm 1956
Sau khi nhà độc tài kiểu Stalin Mátyás Rákosi bị thay thế bởi Imre Nagy sau cái chết của Stalin và nhà cải cách người Ba Lan Władysław Gomułka thực hiện một số yêu cầu cải cách, một lượng lớn người biểu tình Hungary đưa ra một danh sách Các yêu cầu của Cách mạng Hungary năm 1956, gồm cả việc bầu cử tự do, các hội đồng độc lập và điều tra các hành động của Stalin và Rákosi tại Hungary. Theo lệnh của Bộ trưởng quốc phòng Liên Xô Georgy Zhukov, xe tăng Liên Xô tiến vào Budapest. Những người biểu tình tấn công Toà nhà nghị viện và buộc chính phủ phải sụp đổ.
Chính phủ mới lên nắm quyền lực trong cuộc cách mạng chính thức giải tán cảnh sát mật Hungary, tuyên bố ý định rút khỏi Khối hiệp ước Warsaw và cam kết tái lập bầu cử tự do. Bộ chính trị Liên Xô sau đó chuyển sang lập trường đàn áp cuộc cách mạng với một lực lượng lớn của Liên Xô tiến vào Budapest và các vùng khác của nước này. Approximately 200.000 Hungarians fled Hungary, khoảng 26.000 người Hungary bị chính phủ János Kádár do Liên Xô lập lên đem ra xét xử, và trong số đó 13.000 người bị bỏ tù. Imre Nagy bị hành quyết cùng với Pál Maléter và Miklós Gimes, sau những phiên toà bí mật tháng 6 năm 1958. Tới tháng 1 năm 1957, chính phủ Hungary đã đàn áp mọi sự đối lập công cộng. Những hành động đàn áp bạo lực đó của chính phủ Hungary đã khiến nhiều người theo Chủ nghĩa Mác ở phương Tây trở nên xa lánh, tuy vậy đã tăng cường quyền kiểm soát cộng sản ở mọi quốc gia cộng sản châu Âu, tạo ra nhận thức rằng chủ nghĩa cộng sản vừa không thể đảo ngược vừa vững chắc.

### Khủng hoảng Berlin năm 1961

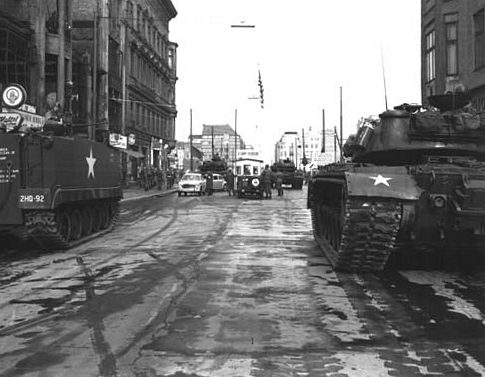
Xe tăng Liên Xô đối mặt với xe tăng Hoa Kỳ tại Chốt gác Charlie, 27 tháng 10 năm 1961

Địa điểm có tầm quan trọng hàng đầu vẫn là Đức sau khi Đồng Minh sáp nhập các vùng chiếm đóng của họ để hình thành nên Cộng hoà Liên bang Đức năm 1949. Để trả đũa, Liên Xô tuyên bố vùng chiếm đóng của mình trở thành Cộng hoà Dân chủ Đức, một quốc gia độc lập. Tuy nhiên không bên nào thừa nhận sự phân chia và ngoài mặt cả hai phía vẫn duy trì một cam kết về một nước Đức thống nhất với các chính phủ của họ.
Đức là một vấn đề quan trọng bởi nó được coi là trung tâm quyền lực của lục địa, và cả hai bên tin rằng nó cũng là yếu tố then chốt cho sự cân bằng quyền lực thế giới. Tuy cả hai phía đều muốn một nước Đức thống nhất trung lập, những nguy cơ nó rơi vào tay phe đối thủ với cả hai phía là rất lớn, và vì thế các vùng chiếm đóng tạm thời thời hận chiến đã trở thành các biên giới cố định.
Tháng 11 năm 1958, Thủ tướng Liên Xô Khrushchev ra một tối hậu thư trao cho các cường quốc phương Tây sáu tháng để đồng ý rút khỏi Berlin để biến nó trở thành một thành phố tự do, phi quân sự. Cuối thời hạn này, Khrushchev tuyên bố, Liên Xô sẽ chuyển cho Đông Đức quyền kiểm soát toàn bộ các đường dây viễn thông với Tây Berlin; các cường quốc phương Tây sau đó sẽ chỉ được tiếp cận với Tây Berlin dưới sự cho phép của chính phủ Đông Đức. Hoa Kỳ, Anh Quốc và Pháp trả lời tối hậu thư này bằng cách tuyên bố sự kiên quyết hiện diện của họ ở Tây Berlin và duy trì quyền tiếp cận theo pháp lý của họ với thành phố này.
Năm 1959 Liên Xô rút bỏ thời hạn chót của mình và thay vào đó tiến hành gặp gỡ với các cường quốc phương Tây trong một hội nghị các bộ trưởng ngoại giao của Bốn Cường quốc. Dù những cuộc họp kéo dài ba tháng không thể đạt tới bất kỳ thoả thuận quan trọng nào, họ thực sự đã tạo được cơ sở cho những cuộc đàm phán tiếp sau và dẫn tới chuyến thăm Hoa Kỳ của Thủ tướng Khrushchev vào tháng 9 năm 1959. Cuối cuộc viếng thăm, Khrushchev và Tổng thống Eisenhower đã cùng phát biểu rằng vấn đề quan trọng nhất của thế giới là việc cùng giải giáp và vấn đề Berlin và "toàn bộ các vấn đề quốc tế đáng chú ý phải được giải quyết, không phải bằng việc sử dụng vũ lực, mà bằng các biện pháp hoà bình thông qua thương lượng."
Tuy nhiên, tháng 6 năm 1961 Thủ tướng Khrushchev đã tạo ra một cuộc khủng hoảng mới về vị thế của Tây Berlin khi ông một lần nữa đe doạ ký một hiệp ước hoà bình riêng rẽ với Đông Đức, mà ông nói, sẽ chấm dứt các thoả thuận bốn cường quốc đảm bảo quyền tiếp cận của Mỹ, Anh và Pháp với Tây Berlin. Ba cường quốc đáp trả rằng không một hiệp ước đơn phương nào có thể thủ tiêu các quyền lợi và trách nhiệm của họ ở Tây Berlin, gồm cả quyền tiếp cận không bị giới hạn với thành phố này.
Khi sự đối đầu về vấn đề Berlin leo thang, ngày 25 tháng 7 Tổng thống Kennedy đã yêu cầu tăng cường sức mạnh quân đội từ 875.000 lên xấp xỉ 1 triệu người, cùng với việc gia tăng 29.000 và 63.000 lính trong lực lượng phục vụ thường xuyên của Hải quân và Không quân. Ngoài ra, ông ra lệnh các cuộc điện thoại chiến thuật phải được lưu lại, và yêu cầu Hạ viện trao quyền ra lệnh hoạt động tích cực với một số đơn vị dự trữ và cá nhân dự bị. Ông cũng yêu cầu những khoản vốn mới để xác định và đánh dấu khoảng không trong các cơ cấu sẵn có thể được sử dụng dùng làm nơi trú ẩn trong trường hợp xảy ra tấn công, lưu trữ tại đó lương thực, nước uống và các bộ cấp cứu y tế cùng các đồ dùng tối cần thiết khác cho cuộc sống, và cải tiến các hệ thống cảnh báo trên không và phát hiện bụi phóng xạ.
Trong những tháng đầu năm 1961, chính phủ tích cực tìm kiếm các biện pháp tạm dừng các cuộc di cư của dân chúng tới phương Tây. Tới đầu mùa hè năm 1961, Chủ tịch Đông Đức Walter Ulbricht đã công khai thuyết phục người Liên Xô rằng một giải pháp ngay lập tức là cần thiết và rằng cách thức duy nhất để ngăn chặn cuộc di cư là sử dụng vũ lực. Việc này dẫn tới một vấn đề nhạy cảm cho Liên Xô bởi vị thế Bốn Cường quốc tại Berlin quy định sự tự do đi lại giữa các vùng và đặc biệt cấm sự hiện diện của quân đội Đức tại Berlin.
Trong mùa xuân và đầu mùa hè, chế độ Đông Đức chuẩn bị và tích trữ các vật liệu xây dựng để dựng lên Bức tường Berlin. Dù hành động trên diện rộng này đã được tất cả các bên biết tới, ít người bên ngoài các nhân vật lập kế hoạch của Liên Xô và Đông Đức biết rằng Đông Đức sẽ bị đóng kín.
Ngày 15 tháng 6 năm 1961, hai tháng trước khi việc xây dựng Bức tường Berlin bắt đầu, Thư ký thứ nhất của Đảng Thống nhất Xã hội chủ nghĩa và chủ tịch Staatsrat Walter Ulbricht đã nói trong một cuộc họp báo quốc tế, "Niemand hat die Absicht, eine Mauer zu errichten!" (Không ai có ý định dựng lên một bức tường). Đây là lần đầu tiên thuật ngữ Mauer (bức tường) đã được sử dụng trong ngữ cảnh này.
Thứ 7 ngày 12 tháng 8 năm 1961, các lãnh đạo Đông Đức đã tham gia một bữa tiệc tại khu vườn một nhà khách chính phủ ở Döllnsee, trong một khu vực nhiều cây cối phía bắc Đông Berlin, và Walter Ulbricht đã ký quyết định đóng cửa biên giới và dựng lên bức tường.
Lúc nửa đêm quân đội, cảnh sát, và các đơn vị quân đội Đông Đức bắt đầu đóng cửa biên giới và tới buổi sáng ngày Chủ nhật 13 tháng 8 năm 1961 biên giới với Tây Berlin đã bị đóng. Quân đội và công nhân Đông Đức đã bắt đầu cắt ngang các con phố chạy dọc theo barrier để khiến chúng trở thành không thể giao thông với hầu hết các loại phương tiện, và lắp đặt các hàng rào dây thép gai dọc theo 156 km (97 dặm) quanh ba khu vực phía tây và 43 km (27 dặm) hoàn toàn chia cắt Tây và Đông Berlin. Xấp xỉ 32.000 lính chiến và công binh được sử dụng để xây dựng Bức tường. Khi công việc của họ đã hoàn thành, Cảnh sát Biên giới tiếp nhập chức năng điều khiển và sử dụng barrier. Xe tăng và pháo binh Đông Đức có mặt để ngăn chặn sự can thiệp của phương Tây và để hỗ trợ trong trường hợp xảy ra bạo loạn ở quy mô lớn.
Ngày 30 tháng 8 năm 1961, Tổng thống John F. Kennedy đã ra lệnh huy động 148.000 Vệ binh và Quân dự bị để trả đũa các hành động cắt đường tiếp cận Berlin của Đông Đức. Lực lượng không quân được tăng thêm 21.067 người sau lệnh động viên này. Các đơn vị ANG được huy động trong tháng 10 gồm 18 phi đội chiến đấu chiến thuật, 4 phi đội trinh sát chiến thuật, 6 phi đội vận tải đường không, và một nhóm kiểm soát chiến thuật. Ngày 1 tháng 11, Không quân huy động ba phi đội máy bay chiến đấu đánh chặn ANG nữa. Cuối tháng 10 và đầu tháng 11, tám trong số các phi đội máy bay chiến đấu chiến thuật đã được điều sang châu Âu với 216 máy bay của chúng trong chiến dịch "Bước Bậc thang," sự triển khai máy bay phản lực lớn nhất trong lịch sử Không quân. Bởi vì có tầm hoạt động ngắn, 60 máy bay đánh chặn F-104 của Không quân đã được không vận tới châu Âu vào cuối tháng 11. Không quân Hoa Kỳ tại châu Âu (USAFE) không có các phụ tùng cẩn thiết cho những chiếc máy bay F-84 và F-86 đã già cỗi của ANG. Một số đơn vị đã được huấn luyện để mang theo các vũ khí hạt nhân chiến thuật, chứ không phải các loại bom và hàng hoá thông thường. Họ phải được huấn luyện lại cho các phi vụ quy ước một khi đã tới châu Âu. Đa số lính không quân được huy động vẫn ở lại bên trong nước Mỹ. 
Bốn cường quốc chiếm đóng Berlin (Pháp, Liên Xô, Anh Quốc, và Hoa Kỳ) đã đồng ý tại Hội nghị Potsdam năm 1945 rằng các binh sĩ Đồng Minh sẽ không bị chặn lại bởi cảnh sát Đông Đức ở bất kỳ khu vực nào của Berlin. Nhưng vào ngày 22 tháng 10 năm 1961, chỉ hai tháng sau khi Bức tường được xây dựng, Chỉ huy Phái bộ Mỹ tại Tây Berlin, E. Allan Lightner, đã bị chặn lại trong chiếc xe của mình (xe có biển số của các lực lượng chiếm đóng) trong khi đang tới một nhà hát ở Đông Berlin. Tướng lục quân Lucius D. Clay (đã nghỉ hưu), Cố vấn Đặc biệt của Tổng thống Hoa Kỳ John F. Kennedy tại Tây Berlin, quyết định thể hiện sự kiên quyết của Mỹ.
Những nỗ lực của một nhà ngoại giao Mỹ vào Đông Berlin được quân đội Mỹ hỗ trợ. Điều này dẫn tới một sự cảnh giác giữa xe tăng Mỹ và Đông Đức tại Chốt gác Charlie ngày 27-28 tháng 10 năm 1961. Sự cảnh giác này chỉ được giải quyết sau những cuộc đàm phán trực tiếp giữa Ulbricht và Kennedy.
Khủng hoảng Berlin là sự kiện trong đó quân đội Đông Đức và quân đội Mỹ đã đối mặt nhau, cho tới khi chính phủ Đông Đức lùi bước. Vụ khủng hoảng chấm dứt vào mùa hè năm 1962 và binh lính quay trở lại Mỹ. 
Trong cuộc khủng hoảng KGB đã chuẩn bị kế hoạch phá hoại chi tiết và tung tin giả "nhằm tạo ra một tình thế ở nhiều khu vực của thế giới sẽ dẫn tới sự phân tán sự chú ý và các lực lượng của Hoa Kỳ và đồng minh của họ, và sẽ buộc họ phải lùi bước trong quá trình giải quyết vấn đề hiệp ước hoà bình Đức và Tây Berlin". Ngày 1 tháng 8 năm 1961 kế hoạch này được Uỷ ban Trung ương Đảng Cộng sản Liên Xô thông qua. 

## Cuba

### Cách mạng Cuba
Phương Đông giành được một thắng lợi to lớn khi họ thành lập một liên minh với Cuba sau cuộc cách mạng thắng lợi của Fidel Castro năm 1959. Đây là một chiến thắng của Liên bang Xô viết, với việc họ có được một đồng minh chỉ cách vài dặm từ bờ biển Hoa Kỳ.
Trước sự sụp đổ của chế độ Batista được Mỹ hậu thuẫn, các lợi ích của Mỹ chiếm bốn phần năm giá trị trong các cơ sở của hòn đảo này, gần một nửa lượng đường, và hầu như toàn bộ ngành công nghiệp mỏ. Hoa Kỳ có thể thao túng nền kinh thế Cuba theo ý muốn của mình chỉ đơn giản bằng cách giật dây lĩnh vực tài chính của hòn đảo này hay bằng cách thay đổi các quota và biểu thuế áp trên đường — sản phẩm chủ yếu của Cuba. Hoa Kỳ đã ba lần cho lính thủy đánh bộ đổ bộ vào Cuba trong nỗ lực hỗ trợ các lợi ích của mình giữa các lần phê chuẩn Sửa đổi Platt năm 1902 và cuộc Cách mạng năm 1959, dù họ không trực tiếp chiếm đóng nước này từ năm 1909.
Castro sau đó ký một thoả thuận thương mại vào tháng 2 năm 1960 với các quốc gia cộng sản, sẽ tạo lập một thị trường cho các sản phẩm nông nghiệp của hòn đảo này (và một nguồn cung cấp máy móc, thiết bị công nghiệp nặng và kỹ thuật viên mới) có thể thay thế nguồn cung truyền thống của họ — Hoa Kỳ. Việc lật đổ chế độ mới trở thành một mục tiêu trọng tâm của CIA.

#### Sự kiện vịnh con Lợn và cuộc Khủng hoảng tên lửa Cuba
Hy vọng lặp lại thành công của Guatemala và Iran năm 1961, CIA, viện dẫn cuộc di tản quy mô lớn tới Hoa Kỳ sau khi Castro lên nắm quyền, đã huấn luyện và trang bị một nhóm người Cuba lưu vong đổ bộ xuống Vịnh con Lợn nơi họ tìm cách tạo ra một cuộc khởi nghĩa chống chế độ Castro. Tuy nhiên, cuộc tấn công đã thất bại nặng nề. Sau đó, Casto công khai tuyên bố ông là một người Marxist-Leninist và tạo lập Cuba trở thành nhà nước Cộng sản đầu tiên tại châu Mỹ và tiếp tục quốc hữu hoá các ngành công nghiệp chính của đất nước.
Chính phủ Liên Xô nắm lấy cơ hội từ cuộc xâm lược bất thành như một lý lẽ để đưa quân đội Liên Xô vào Cuba. Họ cũng quyết định đặt các tên lửa hạt nhân tầm trung có thể tấn công đồng thời nhiều vị trí tại Hoa Kỳ ở Cuba.
Để trả đũa, Tổng thống John F. Kennedy cách ly hòn đảo, và sau nhiều ngày căng thẳng người Liên Xô quyết định triệt thoái để đổi lại những lời hứa từ Hoa Kỳ không xâm lược Cuba và rút các tên lửa khỏi Thổ Nhĩ Kỳ. Sau cuộc chạm trán chớp nhoáng với chiến tranh hạt nhân này, hai vị lãnh đạo đã cấm các vụ thử hạt nhân trong không trung và dưới mặt nước sau năm 1962. Người Liên Xô cũng bắt đầu một chiến dịch xây dựng lại quân đội trên diện rộng. Sự rút lui đã làm ảnh hưởng tới vị trí của Khrushchev, và ông nhanh chóng bị loại bỏ sau đó và được thay thế bởi Leonid Brezhnev.
Cuộc cách mạng Cuba dẫn tới sáng kiến của Kennedy về chương trình "Liên minh Phát triển". Chương trình này có mục tiêu cung cấp khoản vay và trợ giúp hàng tỷ dollar trong thập niên 1960 để phát triển kinh tế nhằm ngăn chặn các mạng xã hội chủ nghĩa. Liên minh cũng bao gồm các biện pháp chống nổi dậy, như việc thành lập Trường Chiến tranh Rừng rậm tại Vùng Kênh Panama và việc huấn luyện các lực lượng cảnh sát.

## Vũ đài xung đột Thế giới thứ ba

### Giải thực
Cuộc Chiến tranh Triều Tiên đánh dấu một sự thay đổi trong trọng tâm của cuộc Chiến tranh Lạnh, từ châu Âu hậu chiến sang Đông Á. Sau thời điểm này, các trận chiến uỷ nhiệm ở Thế giới thứ ba trở thành một vũ đài quan trọng của cuộc cạnh tranh giữa các siêu cường.
Chính quyền Eisenhower đã sửa đổi chính sách của Hoa Kỳ sau tác động của việc giải thực. Nó làm thay đổi trọng tâm giai đoạn 1947-1949 ra khỏi một châu Âu đã bị tàn phá sau chiến tranh. Tới đầu thập niên 1950s, liên minh NATO đã tích hợp hầu như toàn bộ các quốc gia Tây Âu vào trong hệ thống hiệp ước quốc phòng chung, cung cấp các biện pháp ngăn chặn phá hoại hay trung lập hoá trong khối. Kế hoạch Marshall đã tái tạo lại một hệ thống kinh tế phương Tây hoạt động hiệu quả, ngăn cản những lời kêu gọi của một cánh tả cấp tiến. Khi viện trợ kinh tế đã làm chấm dứt, sự thiếu hụt đồng dollar và việc khuyến khích đầu tư tư nhân cho việc tái thiết hậu chiến, đổi lại nó giúp Hoa Kỳ thoát khỏi một cuộc khủng hoảng sản xuất dư thừa và duy trì nhu cầu cho xuất khẩu của họ, chính quyền Eisenhower bắt đầu chú trọng tới các vùng khác.
Những hiệu ứng tương tác của hai cuộc đại chiến tại châu Âu đã làm suy yếu sự thống trị kinh tế và chính trị của Mỹ Latinh, châu Á, châu Phi, và Trung Đông bởi các cường quốc phương Tây. Điều này dẫn tới một loạt các làn sóng giải thực ở châu Á và châu Phi sau Thế chiến II; một thế giới từng bị thống trị trong hơn một thế kỷ bởi các cường quốc đế quốc thuộc địa phương Tây đang chuyển tiếp thành một thế giới của các quốc gia châu Phi, Trung Đông, và châu Á đang nổi lên. Con số các quốc gia ngày càng tăng lên nhanh chóng.
Cuộc Chiến tranh Lạnh bắt đầu đặt các áp lực lứon lên các quốc gia đang phát triển về việc liên minh với một trong hai nhóm siêu cường. Cả hai đều hứa hẹn những khoản viện trợ tài chính, quân sự và ngoại giao lâu dài để đồi lấy một liên minh, trong đó các vấn đề như tham nhũng, và vi phạm nhân quyền đều bị bỏ qua. Khi một chính phủ liên minh bị đe doạ, các siêu cường thường chuẩn bị và luôn có ý muốn can thiệp.
Trong một bối cảnh quốc tế như vậy, Liên bang Xô viết đã truyền bá một vai trò như nước lãnh đạo của phe "chống đế quốc", thu hút sự chú ý của Thế giới thứ ba như một đối thủ đáng tin cậy của chủ nghĩa đế quốc chứ không phải nhiều quốc gia đã có độc lập ở châu Phi và châu Á. Khrushchev đã mở rộng chính sách của Moscow bằng cách thiết lập các quan hệ mới với Ấn Độ và các quốc gia thành viên quan trọng khác của phong trào không liên kết và các nước phi cộng sản khác trong khắp Thế giới thứ ba. Nhiều quốc gia thuộc Phong trào không liên kết đã phát triển các mối quan hệ thân cận với Moskva.
Trong một cuộc diễn tập các chính sách "hạ giá" mới, theo các học thuyết của Dulles, Eisenhower đã cản trở sự can thiệp của Liên Xô, sử dụng CIA để lật đổ các chính phủ thù địch. Trong thế giới Ả Rập, tiêu điểm là phong trào quốc gia liên Ả Rập. Các công ty Mỹ đã đầu tư nhiều vào vùng này, nơi có những giếng dầu lớn nhất thế giới. Hoa Kỳ lo lắng về sự ổn định và tính trung thành của các chính phủ trong vùng, nơi sức khoẻ của nền kinh tế Mỹ đang ngày càng phụ thuộc vào.

### Các khối hiệp ước quốc phòng
Chính quyền Eisenhower tìm cách chính thức của hệ thống liên minh của mình thông qua một loạt các hiệp ước. Các đồng minh Đông Á của họ gia nhập vào trong Tổ chức Hiệp ước Đông Nam Á (SEATO) trong khi các nước bè bạn ở Mỹ Latinh được gộp vào trong Tổ chức các Quốc gia Mỹ Latinh. Liên minh ANZUS được ký kết giữa Hoa Kỳ, Australia và New Zealand. Không nhóm nào trong số này có được thành công như NATO từng có ở châu Âu.
John Foster Dulles, một người chống cộng cứng rắn, dần tập trung vào chính trị của Thế giới thứ ba. Ông tăng cường những nỗ lực "sáp nhập" toàn bộ Thế giới thứ ba phi cộng sản vào trong một hệ thống các hiệp ước quốc phòng đa phương, vượt tới 500.000 dặm để củng cố cho các liên minh mới. Dulles đưa ra sáng kiến Hội nghị Manila năm 1954, dẫn tới hiệp ước SEATO thống nhất tám quốc gia (dù ở Đông Nam Á hay có lợi ích ở đó) vào trong một hiệp ước phòng thủ trung lập. Hiệp ước này được tiếp nối năm 1955 bởi Hiệp ước Baghdad, sau này được đổi tên thành Tổ chức Hiệp ước Trung tâm (CENTO), thống nhất các quốc gia "phía bắc" Trung Đông—Thổ Nhĩ Kỳ, Iraq, Iran, và Pakistan—trong một tổ chức phòng thủ.
Tuy nhiên, nhiều quốc gia thế giới thứ ba không muốn gia nhập với bất kỳ cường quốc nào. Phong trào không liên kết, dẫn đầu bởi Ấn Độ, Ai Cập, và Áo, tìm cách thống nhất thế giới thứ ba chống lại cái bị coi là chủ nghĩa đế quốc bởi cả phương Đông và phương Tây.

### Ảnh hưởng Liên Xô và Chủ nghĩa quốc gia
Dulles, cùng với hầu hết các nhà hoạch định chiến lược của Hoa Kỳ thời kỳ này, coi nhiều nhân vật quốc gia và "các mạng" của thế giới thứ ba là chủ yếu nằm dưới tầm ảnh hưởng, nếu không nói là tầm kiểm soát của Khối hiệp ước Warsaw. Trớ trêu thay, trong cuốn Chiến tranh, Hoà bình và Thay đổi (1939), ông đã gọi Mao Trạch Đông là một "nhà cải cách nông nghiệp," và trong Thế chiến II ông đã gọi những người theo Mao là "cái gọi là 'phái Hồng quân của Mao'."  Nhưng ông không còn được công nhận là có các nguồn ngốc bản xứ nữa trong Đảng Cộng sản Trung Quốc ở năm 1950. Trong Chiến tranh và Hoà bình, một tác phẩm đầy ảnh hưởng bác bỏ các chính sách ngăn chặn của chính quyền Truman, và tán thành một chương trình "giải phóng" tích cực, ông đã viết:
Vì thế 450.000.000 người ở Trung Quốc đã ngã xuống dưới sự lãnh đạo chống Mỹ cuồng nhiệt, và thực hiện nó dưới sự ảnh hưởng và hướng dẫn từ Moscow... giới lãnh đạo Liên Xô đã giành một thắng lợi ở Trung Quốc vượt quá cả điều Nhật Bản đang tìm kiếm và chúng ta đã đối đầu với nguy cơ là cả một cuộc chiến để ngăn chặn."
Phía sau vũ đài, Dulles có thể giải thích các chính sách của ông theo địa chính trị. Nhưng trước công chúng, ông sử dụng các lý do đạo đức và tôn giáo mà ông tin rằng người Mỹ thích nghe, thậm chí ông thường bị chỉ trích bởi những nhà quan sát trong nước và nước ngoài vì vì ngôn ngữ mạnh của mình.
Hai trong những nhân vật hàng đầu ở giai đoạn giữa hai cuộc chiến và đầu thời kỳ Chiến tranh Lạnh xem xét các quan hệ quốc tề từ một quan điểm "hiện thực", nhà ngoại giao George Kennan và nhà lý luận Reinhold Niebuhr, đã rất bận tâm tới chủ nghĩa đạo đức của Dulles và phương pháp theo đó ông phân tích cách hành xử của Liên Xô. Kennan đồng ý với lý lẽ rằng Liên Xô thậm chí có một thiết kế thế giới sau khi Stalin chết, và còn quan tâm nhiều hơn với việc duy trì sự kiểm soát với khối của mình. Nhưng những giả định bên dưới của một thế giới cộng sản bền vững, được định hướng từ Kremlin, về chính sách ngăn chặn của Truman-Acheson sau bản dự thảo của NSC-68  Lưu trữ ngày 14 tháng 4 năm 2021 tại Wayback Machine là đặc biệt so sánh được với những điều của chính sách đối ngoại Eisenhower-Dulles. Những kết luận của Paul Nitze trong các văn bản của Hội đồng An ninh Quốc gia như sau:
Điều gì mới, điều gì tạo ra các cuộc khủng hoảng đang diễn ra, là sự phân cực quyền lực vốn chắc chắn gây xung đột giữa xã hội nô lệ và xã hội tự do... Liên Xô, không giống như những kẻ muốn có quyền bá chủ trước kia, bị điều khiển bởi một đức tin cuồng tín mới, trái ngược với đức tin của chúng ta, và đang tìm cách áp đặt quyền lực tuyệt đối của nó... [tại] Liên Xô và thứ hai trong khu vực hiện thuộc quyền kiểm soát [của họ]... Tuy nhiên, trong tâm tưởng của các nhà lãnh đạo Liên Xô, việc hoàn thành mong ước này đòi hỏi sự mở rộng mạnh quyền lực của họ... Vì thế những nỗ lực hiện nay của Liên Xô đang hướng tợi việc thống trị các khu vực đất đai Âu Á."  Lưu trữ ngày 9 tháng 2 năm 2004 tại Wayback Machine

### Mossadegh và CIA tại Iran
Hoa Kỳ cũng phản ứng lại với sự báo động khi họ quan sát các phát triển tại Iran, vốn là một nhà nước bất ổn từ năm 1951.
Thông qua Công ty Dầu mỏ Anh-Iran (AIOC), người Anh có độc quyền về việc chuyên chở, bơm và lọc dầu ở hầu hết lãnh thổ Iran. Công ty này trả các khoản tiền sở hữu cho chính phủ Shah— được người Anh đặt lên ngôi năm 1941. Nhưng những khoảng chi trả và tiền lương cho người lao động Iran rất thấp, các khoản thu của công ty lớn gấp mười lần chi phí. Iran phải đối mặt với sự đói nghèo, những người theo chủ nghĩa quốc gia nhấn mạnh rằng việc sở hữu công ty sẽ làm thay đổi điều này.
Nhiều người Iran yêu cầu một khoản chia lớn hơn từ thu nhập của công ty. Trả đũa lại, AIOC nói rằng họ có một thoả thuận bắt buộc với Shah cho tới năm 1993, và hợp tác với một số lực lượng chính trị Iran để thảo ra một báo cáo phản đối việc quốc hữu hoá. Tháng 2 năm 1951, Thủ tướng Iran, bị nghi ngờ có liên quan tới bản báo cáo, bị ám sát. Ông bị thay thế bởi nhân vật theo chủ nghĩa quốc gia Mohammed Mossadegh. Cuối năm ấy vị thủ tướng mới quốc hhữu hoá những giếng dầu của nước mình đang thuộc sở hữu của người Anh.
Khi người Iran hướng theo mục đích chiếm lấy các nguồn tài nguyên, chính quyền Truman đã tìm cách hoà giải. Sau này, chính quyền Eisenhower, tin rằng Iran đang phát triển các mối quan hệ với cộng sản, đã sử dụng CIA, cùng với các lãnh đạo quân sự Iran để lật đổ chính phủ Iran. Mossadegh lôi kéo Tudeh, Đảng Cộng sản Iran, làm lực lượng ủng hộ ông. Tuy nhiên, tới năm 1953 đảng này đã bắt đầu chỉ trích ông là một nhà nước con rối của Hoa Kỳ. Bởi Tudeh là đảng cộng sản mạnh nhất ở Trung Đông, chính quyền Eisenhower viện dẫn một nguy cơ tiềm tàng về việc cộng sản chiếm quyền lực ở Trung Đông cho việc can thiệp. Mossadeq viện dẫn mối đe doạ cộng sản đề giành được sự nhượng bộ của Mỹ. Vị thủ tướng cho rằng khi nền kinh tế Iran xấu đi và những lo ngại về sự chiếm quyền của cộng sản sẽ thu hút chính phủ Mỹ, Hoa Kỳ sẽ từ bỏ người Anh và cứu ông khỏi tình thế khó khăn.
Để thay thế Mossadegh, Hoa Kỳ lựa chọn Mohammed Reza Pahlevi trẻ tuổi. Đổi lại, Pahlevi hứa cho phép các công ty Mỹ có cổ phần trong sự phát triển các nguồn tài nguyên ở quốc gia của ông. Theo các tài liệu của CIA được giải mật năm 2000, Hoa Kỳ đã cung cấp súng, xe tải và xe thiết giáp cùng thiết bị truyền tin radio trong cuộc đảo chính được CIA tài trợ năm 1953, đưa Pahlevi từ vị trí một quốc vương lập hiến trở thành người cai trị tuyệt đối. Với việc đã loại bỏ được Mossadeq, các khoản lợi nhuận từ dầu mỏ sau đó dược phân chia giữa chế độ Shah và một công ty liên doanh quốc tế mới. Người Anh được 40% lợi tức từ dầu mỏ của Iran, năm công ty Hoa Kỳ (Gulf,SOCONY-Vacuum, Standard Oil of California, Standard Oil of New Jersey, và Texaco) được 40% khác, và phần còn lại thuộc Royal Dutch Shell và Compagnie Française des Pétroles. Những khoản lợi nhuận được chia đều giữa liên doanh và Iran.
Từ đầu thế kỷ Hoa Kỳ đã tìm cách thâm nhập vào các giếng dầu của Iran và gặp phải sự cạnh tranh của Anh. Sự đột phá của Hoa Kỳ đã được thực hiện nhờ các mối quan hệ thời Chiến tranh Lạnh với Shah và dưới sự hướng dẫn của quan chức Bộ ngoại giao Herbert Hoover, Jr., người có rất nhiều kinh nghiệm trong việc giải quyết những sự phức tạp trong các vấn đề của dầu mỏ và hoạt động như một nhà doanh nghiệp tư.

### Mỹ Latinh
Cách tiếp cận của chính sách đối ngoại Eisenhower-Dulles không thiết lập việc sử dụng các phương tiện bí mật để lật đổ các chính phủ không thân thiện, nhưng nó dần phụ thuộc vào các chiến dịch bí mật của CIA.
Sự can thiệp của Mỹ vào Mỹ Latinh bắt đầu với Học thuyết Monroe năm 1824 và tiếp tục trong cuộc Chiến tranh Tây Ban Nha Mỹ năm 1898, những sự can thiệp chống lại lực lượng nổi dậy ở Cuba và Philippines, và Hệ luận Roosevelt với Học thuyết Monroe năm 1904, tuyên bố rằng Hoa Kỳ nắm vai trò cảnh sát để cản trở những thay đổi với tình trạng hiện có và những sự chuyển dịch trong khu vực Caribbean. Ở đỉnh điểm cuộc Cách mạng Mexico khoảng một thập kỷ sau đó, Tổng thống Mỹ Woodrow Wilson đã sử dụng sức mạnh kinh tế và quân sự chống lại México một lý do căn bản nhân đạo và tự do. Tuy nhiên, phạm vi đầu tư cá nhân của Hoa Kỳ tiếp tục tăng lên trong vùng.
Trên hầu hết Mỹ Latinh, các chính thể đầu sỏ phản động cầm quyền thông qua các liên minh của chúng với giới đầu sỏ quân sự và Hoa Kỳ. Dù tình thế vai trò của Hoa Kỳ trong vùng đã được thành lập nhiều năm trước cuộc Chiến tranh Lạnh, cuộc Chiến tranh Lạnh trao cho chủ nghĩa can thiệp Mỹ một vẻ lý tưởng. Nhưng tới giữa thế kỷ 20, đa phần vùng này trải qua một sự phát triển kinh tế mạnh, làm tăng cường quyền lực và sức mạnh của các tầng lớp thấp. Điều này dẫn tới những lời kêu gọi thay đổi xã hội và chính trị, đặt ra một nguy cơ với sự ảnh hưởng mạnh của Mỹ với những nền kinh tế trong vùng. Tới những năm 1960, Chủ nghĩa Mác dần giành được ảnh hưởng trên cả vùng, khiến Hoa Kỳ lo ngại rằng sự mất ổn định của Mỹ Latinh có thể là một mối đe doạ với an ninh quốc gia Mỹ.
Trong suốt những năm Chiến tranh Lạnh, Hoa Kỳ đã hành động như một barrier ngăn chặn các cuộc cách mạng xã hội chủ nghĩa và nhắm vào các chính phủ dân tuý và quốc gia được những người cộng sản hỗ trợ. CIA đã lật đổ các chính phủ khác bị nghi ngờ đang quay sang ủng hộ cộng sản, như Guatemala năm 1954 dưới sự lãnh đạo của Jacobo Arbenz Guzman. Chiến dịch PBSUCCESS của CIA cuối cùng dẫn tới một cuộc đảo chính năm 1954 lật đổ Arbenz. Chiến dịch được vạch ra trên một kế hoạch được xem xét lần đầu năm 1951 để loại bỏ Arbenz và được đặt tên là Chiến dịch PBFORTUNE. Arbenz, người được một số người cộng sản địa phương ủng hộ, đã bị lật đổ một thời gian ngắn sau khi ông phân phối lại 178.000 acres (720 km²) đất đai của United Fruit Company tại Guatemala. United Fruit từ lâu đã có độc quyền vận tải và viễn thông trong vùng, cùng với các mặt hàng xuất khẩu chính, và đóng vai trò quan trọng trong chính trị Guatemala. Arbenz bị lật đổ ngay sau đó, và Guatemala trở lại dưới sự kiểm soát của một chế độ quân sự đàn áp.
Những cuộc cách mạng tương lai của Mỹ Latinh chuyển sang chiến thuật chiến tranh du kích, đặc biệt sau cuộc Cách mạng Cuba. Arbenz cảm thấy quân đội đã rời bỏ mình. Từ đó, một số cuộc cách mạng xã hội Mỹ Latinh tương lai và những người Maxist, đáng chú ý nhất là Fidel Castro và lực lượng Sandinista ở Nicaragua biến quân đội và chính phủ thành một đơn vị duy nhất và cuối cùng lập nên các nhà nước độc đảng. Việc lật đổ các chế độ đó đòi hỏi chiến tranh, chứ không phải một chiến dịch đơn giản của CIA, việc đổ bộ Lính thủy đánh bộ, hay một cuộc xâm lược thô bạo kiểu vụ Xâm lược vịnh con Lợn.

### Đông Dương thuộc Pháp
Hai phi công Mỹ đã thiệt mạng khi đang thực thi nhiệm vụ trong cuộc bao vây Điện Biên Phủ. Trận Điện Biên Phủ (tiếng Pháp: Bataille de Diên Biên Phu) là trận đánh thuộc cuộc Chiến tranh Đông Dương lần thứ nhất giữa các lực lượng của Liên hiệp Pháp thuộc Lực lượng Viễn chinh Viễn Đông Pháp, và lực lượng cách mạng cộng sản Việt Minh. Trận đánh diễn ra từ tháng 3 tới tháng 5 năm 1954, và kết cục là sự thua trận của Pháp dẫn tới việc chấm dứt chiến tranh. Điện Biên Phủ là "lần đầu tiên một phong trào độc lập thuộc địa không thuộc châu Âu đã lớn mạnh qua mọi giai đoạn từ các đội quân du kích tới một quân đội quy ước được tổ chức có khả năng đánh bại một kẻ chiếm đóng phương Tây hiện đại trong một trận đánh dữ dội."[4]
Như một kết quả của những sai lầm trong quá trình hoạch định chiến lược của Pháp, người Pháp đã tiến hành xây dựng một căn cứ được tiếp tế bằng đường không tại Điện Biên Phủ, nằm sâu trong những vùng đồi núi của Việt Nam. Mục đích của nó là cắt các đường tiếp tế của Việt Minh vào nhà nước bảo hộ Lào của Pháp, cùng lúc đó dử Việt Minh vào một trận đánh để kết liễu họ. Thay vào đó, Việt Minh, dưới sự chỉ huy của Tướng Võ Nguyên Giáp, đã bao quanh và vây hãm quân Pháp, những người không biết rằng Việt Minh đã sở hữu pháo hạng nặng (gồm cả súng phòng không) và khả năng di chuyển các loại vũ khí đó lên các đỉnh núi nhìn thẳng xuống doanh trại quân Pháp. Việt Minh đã chiếm các ngọn núi bao quanh Điện Biên Phủ, và có khả năng bắn chính xác xuống các vị trí của Pháp. Những trận đánh ngoan cường tiếp diễn trên mặt đất, làm nhớ lại cuộc chiến tranh công sự thời Thế chiến I. Quân Pháp liên tục đẩy lui các cuộc tấn công của Việt Minh vào các vị trí của họ. Các nguồn tiếp tế và lực lượng tăng cường được gửi tới theo đường không, dù vậy các vị trí của Pháp vẫn bị tiêu diệt và hoả lực phòng không khiến ngày càng ít hàng tiếp tế tới được với họ. Sau hay tháng bao vây, cứ điểm bị tiêu diệt và hầu hết quân Pháp đầu hàng. Dù đã mất đa số những người lính tinh nhuệ nhất, Việt Minh vẫn duy trì được các lực lượng còn lại và tiếp tục truy kích những người lính Pháp bỏ trốn trong rừng, đán tan họ và chấm dứt trận đánh.
Một thời gian ngắn sau trận đánh, cuộc chiến tranh chấm dứt với Hiệp định Genève năm 1954, theo đó người Pháp đồng ý rút quân khỏi các thuộc địa cũ của họ ở Đông Dương. Hiệp định chia Việt Nam làm đôi; chiến tranh tiếp diễn năm 1959, giữa các lực lượng đối đầu của Việt Nam và trở thành Chiến tranh Việt Nam (Chiến tranh Đông Dương lần thứ hai).

### Đông Dương
Cuộc can thiệp mạnh mẽ nhất của Hoa Kỳ là tại Đông Dương. Từ năm 1954 đến năm 1961, chính quyền đã gửi viện trợ kinh tế và 695 cố vấn quân sự tới chính quyền Việt Nam Cộng hòa (RVN), đang chiến đấu với quân du kích thuộc Mặt trận Dân tộc Giải phóng (NLF), với các binh sĩ từ trong giới nông dân miền nam và được Bắc Việt Nam hỗ trợ, và Bắc Việt Nam lại được Liên bang Xô viết và Trung Quốc ủng hộ. Chính quyền Việt Nam Cộng hòa sau này bị các đối thủ Cộng sản đánh bại hình thành nền nhà nước Cộng hoà Xã hội chủ nghĩa Việt Nam. Việt Nam là một trong năm quốc gia cộng sản còn lại của thế giới.

### Khủng hoảng kênh Suez
Trung Đông trong Chiến tranh Lạnh là một vũ đài rất quan trọng và cũng rất không ổn định. Vùng này nằm trực tiếp phía nam Thổ Nhĩ Kỳ và Iran nơi Liên Xô có ảnh hưởng truyền thống rất mạnh. Vùng này cũng có những trữ lượng dầu mỏ to lớn, không tối cần thiết cho bất kỳ một siêu cường nào trong thập niên 1950 nhưng là tối quan trọng cho việc nhanh chóng xây dựng các đồng minh của Mỹ ở châu Âu và Nhật Bản.
Kế hoạch ban đầu của Mỹ về Trung Đông là hình thành nên một vành đai phòng vệ dọc theo biên giới phía bắc của vùng. Vì thế Thổ Nhĩ Kỳ, Iraq, Iran, và Pakistan đã ký Hiệp ước Baghdad và gia nhập CENTO. Phương Đông trả đũa bằng cách tìm kiếm ảnh hưởng tại các quốc gia như Syria và Ai Cập. Tiệp Khắc và Bulgaria lập các hợp đồng vũ khí với Ai Cập và Syria, khiến các thành viên Khối hiệp ước Warsaw có sự hiện diện mạnh trong vùng. Ai Cập, một nước bảo hộ cũ của Anh, là một trong những nước quan trọng nhất trong vùng với dân số lớn và quyền lực chính trị bao trùm cả vùng. Các lực lượng Anh đã bị Tướng Gamal Abdel Nasser loại bỏ năm 1956, khi ông quốc hữu hoá Kênh Suez. Syria là một nước bảo hộ cũ của Pháp.
Eisenhower đã thuyết phục Anh Quốc và Pháp triệt thoái khỏi một cuộc xâm lược được lên kế hoạch kém cùng Israel và đã được tung ra nhằm lấy lại quyền kiểm soát kênh Suez từ Ai Cập. Tuy người Mỹ phải hành động lén lút, để không làm phiền luỵ tới các đồng minh, các quốc gia Khối Đông Âu đã tung ra những đe doạ ầm ỹ chống lại "những tên đế quốc" và tự tô vẽ mình là những người bảo vệ Thế giới thứ ba. Nasser sau đó được ca ngợi trên khắp thế giới, nhưng đặc biệt là ở Thế giới Ả Rập. Tuy cả hai cường quốc cùng ve vãn Nasser, người Mỹ đã lưỡng lự trong việc cung cấp vốn cho dự án Đập Cao Aswan to lớn. Tuy nhiên, các quốc gia Khối hiệp ước Warsaw lại đồng ý một cách vui vẻ, và ký một hiệp ước hữu nghị và hợp tác với người Ai Cập và người Syria.
Vì thế, thế bế tắc của kênh Suez đã trở thành một điểm mấu chốt dẫn tới một sự rạn nứt chưa từng có giữa các quốc gia đồng minh Đại Tây Dương thời Chiến tranh Lạnh, biến họ trở nên xa cách nhất từ sau Thế chiến II. Italia, Pháp, Tây Ban Nha, Tây Đức, Na Uy, Canada, và Anh cũng phát triển các lực lượng hạt nhân của riêng họ cũng như một Thị trường Chung ít phụ thuộc vào Mỹ hơn. Những sự rạn nứt đó phản chiếu những thay đổi trong kinh tế thế giới. Tính cạnh tranh của kinh tế Mỹ đã giảm trước sự lớn mạnh của Nhật Bản và Tây Đức, đang hồi phục nhanh chóng từ đống tro tàn thời chiến tranh với các cơ sở công nghiệp của họ. Kẻ thừa kế ở thế kỷ 20 của Anh Quốc như là "công xưởng của thế giới," Hoa Kỳ thấy mình đang mất tính cạnh tranh trên các thị trường quốc tế trong khi phải đối mặt với những cạnh tranh mạnh của nước ngoài ngay tại thị trường trong nước. Trong khi ấy, các quốc gia Khối hiệp ước Warsaw liên kết chặt chẽ với nhau cà về kinh tế và quân sự. Tất cả các quốc gia Khối Warszawa đều có vũ khí hạt nhân và cung cấp vũ khí, hậu cần và viện trợ kinh tế cho các nước khác.

### Nam Á
Tiểu lục địa Ấn Độ, có lẽ ngoại trừ trong cuộc chiến ở Afghanistan, không bao giờ là ưu tiên hàng đầu thu hút sự chú ý của siêu cường trong cuộc Chiến tranh Lạnh. châu Âu, Đông Á, Mỹ Latinh, và Trung Đông luôn được coi là có tầm quan trọng lớn hơn với các lợi ích của các siêu cường. Các quốc gia Nam Á, dù chiếm một phần năm dân số thế giới, không phải là các nền kinh tế mạnh như Nhật Bản hay Tây Âu. Không như Trung Đông với các giếng dầu của nó, Nam Á thiếu các nguồn tài nguyên có tính quan trọng sống còn. Tuy nhiên, lợi ích lớn nhất của Hoa Kỳ trong vùng là việc thành lập các sân bay có thể sử dụng làm căn cứ cho các chuyến bay U-2 trên lãnh thổ Liên Xô, hay trong trường hợp chiến tranh sẽ là nơi hạ cánh cho các máy bay ném bom hạt nhân có thể với tới Trung Á. Ban đầu, cả người Mỹ và người Liên Xô đều cho rằng vùng này sẽ tiếp tục ở trong vùng ảnh hưởng của Anh, nhưng thực tế đã không diễn ra như vậy.
Có một số lý do chiến lược để dính líu tới Nam Á. Người Mỹ hy vọng các lực lượng vũ trang Pakistan có thể được sử dụng để ngăn chặn bất kỳ sự xâm nhập nào của Liên Xô vào khu vực Trung Đông tối quan trọng. Họ cũng cảm thấy rằng là một quốc gia lớn và có nhiều tiềm năng, Ấn Độ sẽ là một giải thưởng đáng giá nếu nó rơi vào tay phe khác. Ấn Độ, một nền dân chủ đang phát triển, chưa bao giờ rơi vào tình thế đặc biệt nguy hiểm trước nguy cơ rơi vào tay những kẻ phiến loạn hay áp lực bên ngoài từ một cường quốc lớn. Họ cũng không muốn liên minh với Hoa Kỳ.
Một sự kiện quan trọng ở vũ đài Nam Á của cuộc cạnh tranh thời Chiến tranh Lạnh và việc ký kết Thoả thuận Hỗ trợ Quốc phòng Song phương giữa Pakistan và Hoa Kỳ năm 1954. Hiệp ước này sẽ hạn chế các lựa chọn sau này của mọi cường quốc lớn trong vùng. Hoa Kỳ cam kết duy trì quan hệ chặt chẽ với Pakistan. Với Pakistan, liên minh với Hoa Kỳ trở thành một giáo lý trung tâm của chính sách đối ngoại của họ, và dù có nhiều bất mãn với nó, nó vẫn luôn được coi là một mối quan hệ quá có giá trị để từ bỏ. Sau cuộc chia rẽ Trung-Xô, Pakistan cũng theo đuổi các quan hệ với Trung Quốc.
Chính sách của Liên Xô về Nam Á rất gần với chính sách của Hoa Kỳ. Ban đầu người Liên Xô, giống như người Mỹ, hầu như không quan tâm tới vùng này và duy trì một lập trường trung lập trong những cuộc tranh cãi Ấn Độ-Pakistan. Với việc ký kết các thoả thuận giữa Pakistan và Hoa Kỳ năm 1954, cùng với việc các quốc gia tham dự vào CENTO và SEATO, tình thế đã thay đổi. Năm 1955, Bulganin và Khrushchev quay sang Ấn Độ và hứa hẹn những khoản tài chính lớn cũng như việc hỗ trợ xây dựng cơ sở công nghiệp cho nước này. Tại Sringar, thủ phủ của Kashmir, các lãnh đạo Liên Xô đã tuyên bố rằng Liên bang Xô viết sẽ từ bỏ vị thế trung lập của mình và ủng hộ Ấn Độ trong cuộc tranh cãi đang diễn ra tại Kashmir.
Tuy nhiên, Jawaharlal Nehru vẫn còn hoài nghi, và vì nhiều lý do ông muốn trãnh những vướng mắc với Hoa Kỳ và ông cũng muốn giữ Ấn Độ không bị lệ thuộc quá nhiều vào Liên Xô. Dù Liên Xô đã gửi cho Ấn Độ một số viện trợ và dù Nehru trở thành nhà lãnh đạo không cộng sản đầu tiên phát biểu trước nhân dân Liên Xô, hai quốc gia vẫn khá xa cách. Sau khi Khrushchev bị hạ bệ, người Liên Xô lại khôi phục lập trường trung lập và làm dịu nhẹ hậu quả của cuộc chiến tranh năm 1965. Những cuộc đàm phán hoà bình được tổ chức tại thành phố Tashkent vùng Trung Á.
Tới cuối những năm 1960s, những nỗ lực phát triển của Ấn Độ một lần nữa trở nên trì trệ. Một sự thâm hụt tài khoản vãng lai lớn xuất hiện và một trận hạn hán nghiêm trọng ảnh hưởng nặng nề tới ngành nông nghiệp. Như với sự suy giảm của một thập kỷ trước đó, Ấn Độ một lần nữa lại tìm kiếm sự giúp đỡ từ bên ngoài. Tuy nhiên, các quan hệ khi ấy đã ở mức rất thấp với Hoa Kỳ, nước đang rất bận tâm tới Việt Nam. Trên hết, nhiều vấn đề nhỏ hơn khác đã khiến sự dửng dưng của Hoa Kỳ trở thành ác cảm. Các tổ chức quốc tế phương Tây như Ngân hàng Thế giới cũng không muốn cam kết các khoản tiền cho các dự án phát triển ở Ấn Độ nếu không có những nhượng bộ về thương mại của họ.
Cùng với các quốc gia Khối hiệp ước Warsaw khác, người Liên Xô bắt đầu cung cấp viện trợ ở quy mô lớn cho những nỗ lực của Ấn Độ nhằm xây dựng một cơ sở công nghiệp. Năm 1969, hai cường quốc đàm phán một hiệp ước hữu nghị có thể biến sự không liên kết chỉ còn là lời mở đầu. Hai năm sau, khi phải đối mặt với cuộc khủng hoảng ngày càng gia tăng ở Đông Pakistan (hiện là Bangladesh), Ấn Độ đã ký kết thoả thuận.

#### Nam Á và cuộc Chia rẽ Trung – Xô
Trước cuộc chia rẽ Trung-Xô, những căng thẳng giữa Ấn Độ và Trung Quốc đã cản trở những cố gắng của Liên Xô nhằm duy trì mối quan hệ chặt chẽ với cả hai cường quốc châu Á đang nổi lên này. Tháng 3 năm 1959, Trung Quốc đàn áp một cuộc nổi dậy ở Tây Tạng, dẫn tới sự bùng nổ chiến tranh giữa Trung Quốc và Ấn Độ. Ngày 31 tháng 3, Đạt Lai Lạt Ma, nhà lãnh đạo tinh thần và thế tục của Tây Tạng, bỏ trốn sang Ấn Độ, nơi ông được trao quy chế tị nạn vì sự phản kháng Trung Quốc. Sau này Ấn Độ ủng hộ một hành động tại đại hội đồng Liên hiệp quốc để bước vào một cuộc tranh luận ở mức độ cao nhất về các trách nhiệm nhân quyền của Trung Quốc trong vụ đàn áp với sự phản đối của Liên Xô, Ba Lan, Nam Tư, Albania, Romania, Bulgaria, Đông Đức, Hungary, Tiệp Khắc, Bắc Triều Tiên và Mông Cổ. Tuy nhiên, dù có sự phản đối của Khối hiệp ước Warsaw, Mông Cổ và Bắc Triều Tiên với cuộc tranh cãi được Ấn Độ ủng hộ ở Liên hiệp quốc, Mao Trạch Đông dần đối đầu với thái độ im lặng và lưỡng lự trong việc ủng hộ các hành động của Trung Quốc ở Tây Tạng.
Cuộc xâm lược Tây Tạng của Trung Quốc tạo ra một sự đối đầu nguy hiểm hơn nhiều giữa Ấn Độ và Trung Quốc. Ngày 29 tháng 8 năm 1959, Thủ tướng Nehru thông báo với nghị viện Ấn Độ rằng quân đội Trung Quốc đã xâm lược Ấn Độ từ cả hai sườn của Tây Tạng và đã chiếm giữ nhiều đồn biên phòng. Dẫn ra những căng thẳng với Ấn Độ trong nhiều năm qua, Trung Quốc tiết lộ rằng họ không còn chấp nhận Đường McMahon giữa Trung Quốc và Ấn Độ như một biên giới pháp lý nữa, và đưa ra các yêu cầu chủ quyền với Aksai Chin, Sikkim và nhiều phần của Assam(hiện là Arunachal Pradesh). Những trách nhiệm và lên án trách nhiệm vi phạm biên giới và tình trạng thù địch diễn ra. Ngày 9 tháng 9, vài ngày trước chuyến đi tới Hoa Kỳ, Janos Kadar của Hungary đã tìm cách hoà giải những tranh cãi giữa Trung Quốc và Ấn Độ, với hy vọng có được những quan hệ thân thiện với cả hai bên. Khruschev và Alexander Dubček của Tiệp Khắc cũng lên tiếng yêu cầu Trung Quốc và Ấn Độ. Tuy nhiên, phản ứng của Trung Quốc với những lời kêu gọi của Liên Xô, Hungary và Tiệp Khắc về sự "cùng tồn tại hoà bình" với phương Tây và Ấn Độ không được coi là đáng khích lệ; và sự gia tăng căng thẳng dọc dãy Himalayas đã thu hút sự chú ý của thế giới với liên minh Khối hiệp ước Warsaw-Trung Quốc, vốn dựa trên các quyền lợi lý tưởng, chính trị và quân sự chung.
Tới khi sự tranh cãi biên giới Trung-Ấn phát triển lên thành một cuộc chiến ở cấp độ lớn nhất trong cuộc Chiến tranh Trung-Ấn năm 1962, liên minh giữa hai cường quốc cộng sản hàng đầu cũng tan vỡ. Dù các quốc gia thuộc Khối hiệp ước Warsaw ủng hộ đề xuất hoà bình tháng 10 năm 1962 của Trung Quốc, hối thúc Nehru chấp nhận nó, việc Albania và Romania đề nghị cung cấp các máy bay chiến đấu MiG cho Ấn Độ đã khiến các quan hệ Trung Quốc-Albania và Trung Quốc-Romania trở nên khủng hoảng. Điều này cũng khiến Trung Quốc quay sang chống lại các quốc gia cộng sản châu Âu khác. Tới cuối năm 1963, Khối Đông Âu và Trung Quốc đã lao vào những cuộc tranh cãi chống lại nhau, mở ra một giai đoạn thù địch công khai giữa các đồng minh cũ và kéo dài trong suốt thời kỳ còn lại của cuộc Chiến tranh Lạnh.

### Châu Phi
Một trong những quốc gia đầu tiên thoát khỏi chế độ thực dân và yêu cầu viện trợ từ phương Tây là Cộng hoà Dân chủ Congo, dưới sự lãnh đạo của Patrice Lumumba. Một lực lượng lớn lính gìn giữ hoà bình Liên hiệp quốc từ các quốc gia NATO và các đồng minh khác của NATO đã được triển khai ở Congo từ khi nước này độc lập khỏi Bỉ năm 1960. Hoa Kỳ đã sử dụng lực lượng này để bắn hạ việc vận tải đường không và ngăn chặn vũ khí và quân đội từ phương Đông tới được nước này. Tuy nhiên, một số vũ khí vẫn lọt vào được từ các quốc gia khác. Lực lượng gìn giữ hoà bình quyết định loại bỏ Lumumba và ủng hộ Đại tá Joseph Mobutu trong một cuộc đảo chính giết hại Lumumba. Cuộc khủng hoảng Congo có một hiệu ứng làm một số quốc gia thuộc thế giới thứ ba xa lánh cả phương Tây và phương Đông bởi họ cho rằng phương Đông là yếu ớt và không có tác dụng gì, còn phương Tây là trái đạo lý và vô liêm sỉ.

## Văn hoá và Truyền thông
Trong giai đoạn này, các chủ đề Chiến tranh Lạnh lần đầu tiên đi vào xu thế chủ đạo của văn hoá như một mối lo lắng của mọi người. Bộ phim năm 1959 On the Beach, là một ví dụ, nó thể hiện một cái chết từ từ, của một thế giới hậu khải huyền còn lại sau một cuộc chiến tranh hạt nhân của Thế chiến III.
James Bond lần đầu tiên xuất hiện trong một bộ phim năm 1954 trong tập phim Casino Royale của series phim truyền hình Climax!; những bộ phim James Bond sau này thật sự không liên quan chặt chẽ với Chiến tranh Lạnh do những nhà làm phim biết những khán giả yêu mến những phụ nữ đẹp, những thắng cảnh, những vũ khí và thiết bị do thám tinh vi, và những pha hành động, phiêu lưu xem thường cái chết, và có lẽ ít chú ý hơn tới chính trị. Cho đến tận ngày nay, những bộ phim về James Bond luôn thể hiện thái độ chính trị gần như là trung lập khi trong hầu hết các phần thì James Bond đều hành động giải cứu thế giới hơn là làm một nhiệm vụ gián điệp để phá hoại một quốc gia thù địch.
Về lĩnh vực văn học, những tiểu thuyết trinh thám của Frederick Forsyth đã được bán hàng trăm nghìn bản. The Fourth Protocol, tên của nó phản ánh một loạt các thoả thuận ngầm, nếu bị phá vỡ, sẽ dẫn tới chiến tranh hạt nhân và tất cả đều đã bị phá vỡ ngoại trừ thoả thuận tứ tư và duy nhất còn lại, đã được chuyển thể thành một bộ phim với 2 diễn viên chính là Michael Caine và Pierce Brosnan. Tâm điểm của những bộ phim kiểu tiểu thuyết như thế là các bộ phim Mỹ của thập niên 1950, như My Son John, Kiss Me Deadly, và The Manchurian Candidate với mục đích để phỉ báng những người bị xem là "kẻ thù bên trong," các nhà hoạt động trong phong trào hoà bình phản bội, và những cử tri đơn giản của Công Đảng, những người, vào năm 1988, đã tuần hành chống Chiến tranh Lạnh.